# Carl P. Behrens
Carl Peder Behrens (født 3. februar 1939  i København) er en dansk teolog, forfatter og tidligere mangeårig sognepræst.
Carl P. Behrens blev teologisk kandidat fra Københavns Universitet i 1967 og blev indsat som præst i Ringsted i 1968. Her var han til 1976, hvor han rykkede til Nakskov. Her var han frem til sin pensionering i 2004.
Som ung var han medlem af Credo-kredsen, forløberen for Kristeligt Forbund for Studerende, mens han fra 1975 til 2009 var medlem af Indre Missions hovedbestyrelse. Her var han med til at stramme den teologiske kurs i bevægelsen, hvilket førte til brud med KFUM og KFUK. Han er modstander af kvindelige præster i folkekirken og af at kirken vier homoseksuelle.
I 1972 debuterede han som forfatter med Et levende håb og har samlet udgivet ti bøger, hvoraf flere handler om Kaj Munk. Den seneste er hans erindringer, En flig af nådens trone, som udkom i 2009.
Han er desuden en aktiv samfundsdebattør og har blandt andet markeret sig som modstander af liberaliseringen af lukkeloven, som han mener vil medføre en "antikristelig kulturdekadence".